# Modelo de Nice

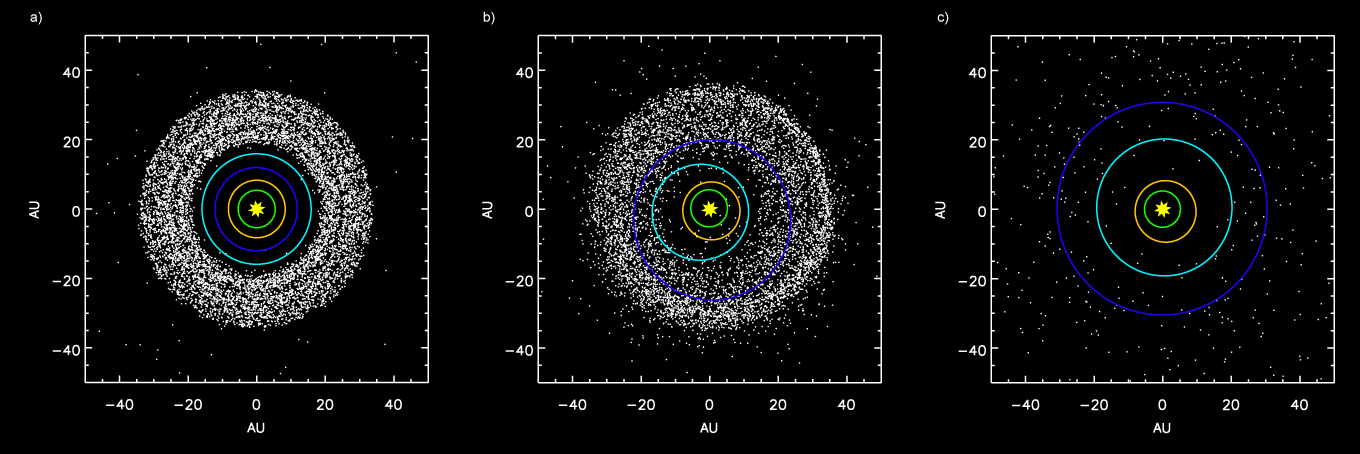
Simulação mostrando os gigantes gasosos e o cinturão de planetesimais:
a) A configuração inicial, antes de Júpiter e Saturno terem atingido uma ressonância de 2:1.
b) Dispersão de planetesimais dentro do interior do Sistema Solar, após a migração planetária de Neptuno (em azul escuro) e Urano (em azul claro)
c) Após a ejeção dos planetesimais pelos planetas.

O modelo de Nice é um cenário da evolução do Sistema Solar. Foi assim nomeado pela localização do Observatório Côte d'Azur, onde foi desenvolvido, em Nice, França. O modelo propõe a migração planetária dos gigantes gasosos de uma configuração compacta inicial nas suas posições atuais, bem após a dissipação do disco protoplanetário.
O modelo de Nice é utilizado em simulações dinâmicas do Sistema Solar, para explicar eventos históricos, incluindo o intenso bombardeio tardio do interior do Sistema Solar, a formação da Nuvem de Oort, e a existência de agrupamentos de corpos menores do Sistema Solar, incluindo o cinturão de Kuiper, os asteroides troianos de Júpiter e Neptuno, e a formação de vários objetos resonantes trans-neptunianos.
O sucesso do modelo na reprodução de várias características observadas no Sistema Solar faz com que a teoria possua ampla aceitaçcão como o modelo mais realístico de formação do Sistema Solar.

## Descrição

Exemplo de simulação do modelo de Nice, mostrando a evolução das órbitas dos planetas gigantes

A fundação original do modelo de Nice é um trio de artigos publicados na revista científica Nature em 2005 por uma colaboração internacional de cientistas: Rodney da Silva Gomes, Hal Levison, Alessandro Morbidelli, e Kleomenis Tsiganis. Neles, os autores propuseram que após a dissipação do gás e poeira do Sistema Solar primordial, os quatro planetas gigantes (Júpiter, Saturno, Urano e Netuno) se encontravam em órbitas quase circulares entre aproximadamente 5,5 e 17 unidades astronômicas (UA) do Sol, muito mais próximos e compactos do que no presente. Depois da órbita do planeta mais externo, havia um grande e denso disco de planetesimais de rocha e gelo, totalizando cerca de 35 massas terrestres. Os planetesimais na borda interna do disco ocasionalmente interagiam gravitacionalmente com o planeta mais externo, sendo normalmente empurrados para perto do Sol, então por conservação de momento angular o planeta acaba se movendo para fora. Simulações numéricas mostram que os planetesimais acabaram aumentando as órbitas de Netuno, Urano e Saturno, mas o contrário aconteceu com Júpiter, que ejetou os planetesimais para fora e portanto o planeta se aproximou do Sol. Cada encontro individual muda a órbita do planeta por uma quantidade infinitesimal apenas, mas essas variações acumuladas por milhões de anos causam variações significativas (migração planetária).
A velocidade de migração dos planetas é determinada pela taxa em que planetesimais são perdidos do disco. No modelo de Nice original, Júpiter e Saturno atingem uma ressonância 1:2 após centenas de milhões de anos de migração lenta. Essa ressonância aumenta a excentricidade orbital dos dois planetas e gera uma instabilidade no Sistema Solar. A configuração dos planetas gigantes é alterada de forma rápida e drástica. Júpiter empurra Saturno para sua posição atual, e essa mudança causa encontros gravitacionais entre Saturno e os dois gigantes de gelo, enviando Urano e Netuno para órbita muito mais excêntricas. Em 50% das simulações, Urano e Netuno trocam de posição. Os dois gigantes de gelo então varrem a região do disco de planetesimais, desestabilizando milhares de planetesimais de suas órbitas anteriormente estáveis no Sistema Solar externo. Essa perturbação destrói o disco primordial quase totalmente, removendo 99% de sua massa, o que explica a pequena população transnetuniana observada atualmente. Alguns dos planetesimais são jogados para o Sistema Solar interno, produzindo um influxo súbito de impactos nos planetas terrestres—o intenso bombardeio tardio. Eventualmente, os planetas gigantes atingem seus semieixos maiores atuais, e fricção dinâmica com os planetesimais restantes circulariza novamente as órbitas de Urano e Netuno.
Modelos mais recentes são mais consistentes com uma instabilidade acontecendo logo no começo da formação do Sistema Solar, ao invés de centenas de milhões de anos depois.